# الغواصة الألمانية فئة يو بي 1
غواصة فئة يو بي 1 (ت UB-1 Type) كانت فئة من الغواصات الساحلية الصغيرة (يو بوت) التي بنيت في ألمانيا في بداية الحرب العالمية الأولى. تم بناء 20 غواصة، تم تشغيل معظمها مع البحرية الإمبراطورية الألمانية.  كما تم تشغيل هذه الغواصات من هذا التصميم من قبل البحرية النمساوية المجرية والبحرية البلغارية.
- يو بي1 (أصبح النمساوي الهنغاري يو-10 ، يوليو 1915)
- غواصة يو بي-2
- غواصة يو بي-3
- غواصة يو بي-4
- غواصة يو بي-5
- غواصة يو بي-6
- غواصة يو بي-7
- غواصة يو بي-8 (أصبح بودغودنيك البلغاري رقم 18، مايو 1916)
- غواصة يو بي-9
- غواصة يو بي-10
- غواصة يو بي-11
- غواصة يو بي-12
- غواصة يو بي-13
- غواصة يو بي-14
- غواصة يو بي-15 (أصبح النمساوي الهنغاري يو-11 في يونيو 1915)
- غواصة يو بي-16
- غواصة يو بي-17

## البحرية النمساوية المجرية
في البحرية النمساوية المجرية فئة يو بي 1 كانت معروفة باسم فئة يو-10، التي كانت تتألف من غواصتين من الطراز الألماني يو بي 1 وثلاثة غواصات بنيت خصيصا للنمسا والمجر.
- أس أم يو-10 (النموذج الألماني السابق يو بي-1 )
- يو-11 (النموذج الألماني السابق يو بي-15 )
- يو-15
- يو-16
- يو-17

بالإضافة إلى ذلك، أربعة من الغواصات الألمانية تم تعيينها للخدمة في أسطول بولا المتمركز في القاعدة البحرية النمساوية الرئيسية في بولا.  
- غواصة يو بي-3 (كـ U-9 )
- غواصة يو بي-7 (كـ U-7 )
- غواصة يو بي-8 (كـ U-8 )
- غواصة يو بي-14 (كـ U-26 ) [Note 3]

بقيت هذه الغواصات الأربعة تحت قيادة البحرية الإمبراطورية الألمانية، واحتفظت بطواقم وقادة ألمان، وحصلت على أوامر من قائد الأسطول الألماني في بولا.
حصلت مفاوضات بين ألمانيا وبلغاريا على شراء قاربي يو بي I للقوات البحرية البلغارية، يو بي-7 و يو بي-8، في عام 1916. تم إرسال طاقمين من البحارة البلغاريين إلى كييل للتدريب. قبل اكتمال عملية الشراء، غرقت الغواصة يو بي-7، ولم يتبق سوى قارب واحد إلى بلغاريا. في 25 مايو 1916، تم نقل يو بي-8 رسميًا إلى بلغاريا لما تبقى من فنرة الحرب. 
- بودفودنيك رقم 18 (الغواصة الألمانية السابقة يو بي-8 )

## سجلات الخدمة
| أسم الغواصة               | تاريخ الإطلاق  | تاريخ دخول الخدمة | سفن أغرقت، الخسائر، أو تؤخذ كجائزة | المصير |
| ------------------------- | -------------- | ----------------- | ---------------------------------- | --- |
| يو بي-1/يو-10             | 22 يناير 1915  | 29 يناير 1915     | 1                                  | سلمت إلى إيطاليا كتعويض للحرب واعطبت في بولا بحلول عام 1920.                                                           |
| يو بي-2                   | 18 فبراير 1915 | 20 فبراير 1915    | 11                                 | Broken up by Stinnes on 3 February 1920.                                                                               |
| يو بي-3                   | 5 مارس 1915    | 14 مارس 1915      | 0                                  | اختفت بعد 23 مايو 1915.                                                                                                |
| يو بي-4                   | مارس 1915      | 23 مارس 1915      | 4                                  | أغرقت بواسطة سفينة كيو البريطانية في 15 أغسطس 1915.                                                                    |
| يو بي-5                   | مارس 1915      | 25 مارس 1915      | 5                                  | Broken up by Dräger at لوبيك in 1919.                                                                                  |
| يو بي-6                   | مارس 1915      | 8 أبريل 1915      | 9                                  | Scuttled by her crew at هيليفوتسلاوس on 18 March 1917. Her wreck was later raised and broken up at بريست in July 1921. |
| يو بي-7                   | أبريل 1915     | 6 مايو 1915       | 1                                  | Disappeared after 27 September 1916.                                                                                   |
| يو بي-8/Podvodnik رقم. 18 | أبريل 1915     | 23 أبريل 1915     | 2                                  | Handed over to the French on 23 February 1919. Later towed to بنزرت, where she was scrapped after August 1921.         |
| يو بي-9                   | 6 فبراير 1915  | 18 فبراير 1915    | 0                                  | Broken up by Dräger at Lübeck in 1919.                                                                                 |
| يو بي-10                  | 20 فبراير 1915 | 15 مارس 1915      | 37                                 | Scuttled off Flanders on 5 October 1918.                                                                               |
| يو بي-11                  | 2 مارس 1915    | 4 مارس 1915       | 0                                  | Broken up by Stinnes on 3 February 1920.                                                                               |
| يو بي-12                  | 2 مارس 1915    | 29 مارس 1915      | 24                                 | اختفى بعد 19 أغسطس 1918                                                                                                |
| يو بي-13                  | 8 مارس 1915    | 6 أبريل 1915      | 12                                 | غرقت بعد 23 أبريل 1916.                                                                                                |
| يو بي-14                  | 23 مارس 1915   | 25 مارس 1915      | 7                                  | استسلم في مالطا في نوفمبر 1918 وأعطب عام 1920.                                                                         |
| يو بي-15/يو-11            | 1915           | 11 أبريل 1915     | 1                                  | تم تسليمه إلى إيطاليا كتعويض عن الحرب وتم أعطابها في بولا في عام 1920                                                  |
| يو بي-16                  | 26 أبريل 1915  | 12 مايو 1915      | 26                                 | Torpedoed by HMS E34 on 10 May 1918.                                                                                   |
| يو بي-17                  | 21 أبريل 1915  | 4 مايو 1915       | 16                                 | اختفت بعد 11 مارس 1918.                                                                                                |
| يو بي-15                  | سبتمبر 1915    | 6 أكتوبر 1915     | 6                                  | تم تسليمها إلى إيطاليا كتعويض عن الحرب وتم إعطابها في بولا في عام 1920                                                 |
| يو بي-16                  | 31 أغسطس 1915  | 6 أكتوبر 1915     | 3                                  | غرقت في 17 أكتوبر 1916.                                                                                                |
| يو بي-17                  | 1915           | 6 أكتوبر 1915     | 1                                  | .تم تسليمه إلى إيطاليا كتعويض عن الحرب وتم أعطابها في بولا في عام 1920                                                 |

مفاتيح
|  | غواصات تنتمي لبلغاريا.         |
|  | غواصات تنتمي لألمانيا.         |
|  | غواصات تنتمي إلى النمسا-المجر. |

### الحواشي
1. ↑  ((بالألمانية: Kaiserliche Marine)‏)
2. ↑  After Italy had entered the First World War by declaring war on Austria-Hungary on 23 May 1915, Germany felt treaty-bound to support the Austro-Hungarians in attacks against Italian ships, even though Germany and Italy were not officially at war. As a result, German U-boats operating in البحر الأبيض المتوسط were assigned Austro-Hungarian numbers and flags. After 28 August 1916, when Germany and Italy were officially at war, the practice continued, primarily to avoid charges of flag misuse. The practice was largely ended by 1 October 1916 except for a few large U-boats that continued using Austro-Hungarian numbers. Gardiner, p. 341.
3. ↑  Sometimes cited as U-26 in the Austro-Hungarian Navy but she was never officially transferred to the Austro-Hungarian Navy from the German Imperial Navy. Sokol, p. 109.

### اقتباسات
1. ↑  Gardiner, p. 341.
2. 1 2  Helgason، Guðmundur. "WWI U-boats: UB 8". German and Austrian U-boats of World War I - Kaiserliche Marine - Uboat.net. اطلع عليه بتاريخ 2009-03-02.
3. ↑  Helgason، Guðmundur. "WWI U-boats: UB 1". German and Austrian U-boats of World War I - Kaiserliche Marine - Uboat.net. اطلع عليه بتاريخ 2009-03-02.
4. ↑  Helgason، Guðmundur. "WWI U-boats: UB 2". German and Austrian U-boats of World War I - Kaiserliche Marine - Uboat.net. اطلع عليه بتاريخ 2009-03-02.
5. 1 2 3 4 5 6  Tarrant, p. 154.
6. 1 2 3 4  Gibson and Prendergast, p. 332.
7. ↑  Helgason، Guðmundur. "WWI U-boats: UB 3". German and Austrian U-boats of World War I - Kaiserliche Marine - Uboat.net. اطلع عليه بتاريخ 2010-02-10.
8. 1 2  Tarrant, p. 24.
9. ↑  Helgason، Guðmundur. "WWI U-boats: UB 4". German and Austrian U-boats of World War I - Kaiserliche Marine - Uboat.net. اطلع عليه بتاريخ 2009-03-02.
10. ↑  Helgason، Guðmundur. "WWI U-boats: UB 5". German and Austrian U-boats of World War I - Kaiserliche Marine - Uboat.net. اطلع عليه بتاريخ 2010-02-10.
11. ↑  Helgason، Guðmundur. "WWI U-boats: UB 6". German and Austrian U-boats of World War I - Kaiserliche Marine - Uboat.net. اطلع عليه بتاريخ 2010-02-10.
12. ↑  Helgason، Guðmundur. "WWI U-boats: UB 7". German and Austrian U-boats of World War I - Kaiserliche Marine - Uboat.net. اطلع عليه بتاريخ 2010-02-10.
13. ↑  Tarrant, p. 35.
14. ↑  Helgason، Guðmundur. "WWI U-boats: UB 9". German and Austrian U-boats of World War I - Kaiserliche Marine - Uboat.net. اطلع عليه بتاريخ 2009-03-02.
15. ↑  Helgason، Guðmundur. "WWI U-boats: UB 10". German and Austrian U-boats of World War I - Kaiserliche Marine - Uboat.net. اطلع عليه بتاريخ 2009-03-02.
16. ↑  Helgason، Guðmundur. "WWI U-boats: UB 11". German and Austrian U-boats of World War I - Kaiserliche Marine - Uboat.net. اطلع عليه بتاريخ 2010-04-18.
17. ↑  Helgason، Guðmundur. "WWI U-boats: UB 12". German and Austrian U-boats of World War I - Kaiserliche Marine - Uboat.net. اطلع عليه بتاريخ 2010-04-18.
18. 1 2 3 4 5  Tarrant, p. 155.
19. ↑  Helgason، Guðmundur. "WWI U-boats: UB 13". German and Austrian U-boats of World War I - Kaiserliche Marine - Uboat.net. اطلع عليه بتاريخ 2010-04-18.
20. ↑  Tarrant, p. 30.
21. ↑  Helgason، Guðmundur. "WWI U-boats: UB 14". German and Austrian U-boats of World War I - Kaiserliche Marine - Uboat.net. اطلع عليه بتاريخ 2009-03-02.
22. ↑  Helgason، Guðmundur. "WWI U-boats: UB 16". German and Austrian U-boats of World War I - Kaiserliche Marine - Uboat.net. اطلع عليه بتاريخ 2010-04-18.
23. ↑  Helgason، Guðmundur. "WWI U-boats: UB 17". German and Austrian U-boats of World War I - Kaiserliche Marine - Uboat.net. اطلع عليه بتاريخ 2010-04-18.
24. ↑  Helgason، Guðmundur. "WWI U-boats: KUK U 15". German and Austrian U-boats of World War I - Kaiserliche Marine - Uboat.net. اطلع عليه بتاريخ 2010-04-18.
25. ↑  Helgason، Guðmundur. "WWI U-boats: KUK U 16". German and Austrian U-boats of World War I - Kaiserliche Marine - Uboat.net. اطلع عليه بتاريخ 2010-04-18.
26. ↑  Helgason، Guðmundur. "WWI U-boats: KUK U 17". German and Austrian U-boats of World War I - Kaiserliche Marine - Uboat.net. اطلع عليه بتاريخ 2010-04-18.